# PEF1
PEF1 (англ. Penta-EF-hand domain containing 1) – білок, який кодується однойменним геном, розташованим у людей на короткому плечі 1-ї хромосоми. Довжина поліпептидного ланцюга білка становить 284 амінокислот, а молекулярна маса — 30 381.
| 10         |  | 20         |  | 30         |  | 40         |  | 50         |
| ---------- |  | ---------- |  | ---------- |  | ---------- |  | ---------- |
| MASYPYRQGC |  | PGAAGQAPGA |  | PPGSYYPGPP |  | NSGGQYGSGL |  | PPGGGYGGPA |
| PGGPYGPPAG |  | GGPYGHPNPG |  | MFPSGTPGGP |  | YGGAAPGGPY |  | GQPPPSSYGA |
| QQPGLYGQGG |  | APPNVDPEAY |  | SWFQSVDSDH |  | SGYISMKELK |  | QALVNCNWSS |
| FNDETCLMMI |  | NMFDKTKSGR |  | IDVYGFSALW |  | KFIQQWKNLF |  | QQYDRDRSGS |
| ISYTELQQAL |  | SQMGYNLSPQ |  | FTQLLVSRYC |  | PRSANPAMQL |  | DRFIQVCTQL |
| QVLTEAFREK |  | DTAVQGNIRL |  | SFEDFVTMTA |  | SRML       |  |            |

A: Аланін

C: Цистеїн

D: Аспарагінова кислота

E: Глутамінова кислота

F: Фенілаланін

G: Гліцин

H: Гістидин

I: Ізолейцин

K: Лізин

L: Лейцин

M: Метіонін

N: Аспарагін

P: Пролін

Q: Глутамін

R: Аргінін

S: Серин

T: Треонін

V: Валін

W: Триптофан

Білок має сайт для зв'язування з іонами металів, іоном кальцію. 
Локалізований у цитоплазмі, мембрані, ендоплазматичному ретикулумі, цитоплазматичних везикулах.